# 高田商会

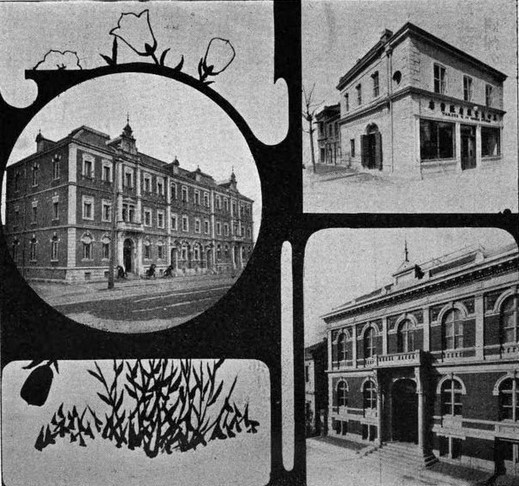
高田商会本店（左）、同銀座販売店（右上）、大阪支店。1908年ごろ

株式会社高田商会（たかたしょうかい）は、日本の兵器機械商社。日清・日露戦争期に急成長し、総合商社としてはともかく兵器機械商社としては大倉組と並んで三井物産をも凌駕していた。

## 沿革
高田商会の創業者は高田慎蔵である。高田は1870年から築地居留地ドイツ商館の輸入商であったアーレンス商会に勤務し、同商会からベア商会が独立すると同商会の番頭となった。
明治初期における日本の貿易は外商と称されていた商館による独占状態にあり、こうした状況を改めるべく1880年（明治13年）、三条実美太政大臣により、政府機関が外国製品を調達する際には邦人による貿易会社（内商）を優遇するよう内達が出された。このことによるベアの日本での商売断念により、高田がベア商会の商権を買い取って1881年1月に資本1万5000円で高田商会が設立された。出資は日本人の分は高田は3分の1のみで残りはアーレンスおよびベア商会店員であったジェームズ・スコットであったが、この出資比率は秘密にされ内商として設立された。その後、アーレンスとスコットの死去により高田の個人経営となる。
高田商会は兵器機械などの輸入販売業としては業界トップとなり、1894年の日清戦争では軍需物資を扱って巨額の利益を上げた。1897年ごろにアームストロング社の、1897年にはウェスティングハウス社の日本代理店となった。1897年（明治30年）の八幡製鉄所建設の際には設備を納入、1903年（明治36年）に開催された内国勧業博覧会に自動車部品を出品、その後自動車や自動車部品の輸入・販売を手がけるなど、次第に総合商社として業容を拡大していく。
日露戦争時には戦時禁制品の輸入や明石工作にも関与した。
1907年（明治40年）12月、合資会社へ改組。資本金100万円。
創業者の高田慎蔵は汽車製造や細倉鉱山への資本参加も行い、同鉱山は1911年（明治44年）には高田鉱山と改称、1918年（大正7年）には高田鉱山株式会社を設立している。
1912年（明治45年）、高田慎蔵は社長を退き養子の釜吉が社長となる。
1918年（大正7年）、製鉄所社員への贈賄事件により副社長と理事が収監され、1921年（大正10年）には創設者の高田慎蔵が病死、さらに、1923年（大正12年）の関東大震災により社屋が倒壊し商品を焼失した損害に加え、為替差損などもあいまって1925年（大正14年）2月経営破綻、整理会社となる。また、高田商会の機関銀行であった永楽銀行も同年2月21日に営業を休止した。
その後同社の整理案が策定され、従来の高田商会は整理会社として存続、新会社を設立して営業を継続していくこととなった。新会社は株式会社とし、資本金三百万円はウェスティングハウス社の代理権などが代償とされた。同年4月14日、本店勤務の社員400人を解職（事実上の解雇）。解職した社員には4、5月分の給与のみが渡された。また、その中から整理事務のため嘱託100人が改めて採用された。同年8月1日には新会社の株式会社高田商会が設立され営業を開始。それは同社の関係者に第2次高田商会と呼ばれていた。それも1963年（昭和38年）日綿実業（現双日）に吸収されたものの、同年高田商会関係者により第3次の株式会社高田商会が設立され、現在も機械専門商社としてその名は存続している。
1925年（大正14年）10月20日、麹町区永楽町にあった高田商会の建物（後述）が東京区裁判所で競売に付された。落札したのは債権者でもある日本興業銀行で、落札額は112万1553円。数千万円に及ぶ負債の整理に充当された。

## 社屋
関東大震災により倒壊した本店の概要を列記するならば以下のとおり。
- 工程
  - 1911年（明治44年）11月20日 - 起工。
  - 1912年（大正元年）11月28日 - 上棟式。
  - 1914年（大正3年）3月31日 - 竣工。
- 所在地は東京府東京市麹町区永楽町二丁目2番地。
- 地下1階、地上5階建て。
- 高さ仕上地盤より上屋根まで64尺。
- 敷地面積699坪4勺、建築面積193坪68、附属家建築面積131坪32。
- 構造煉瓦造。
- ゲオルグ・デ・ラランデ設計。

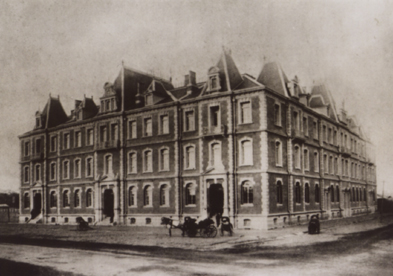
三菱第1号館に入居した時期があった。
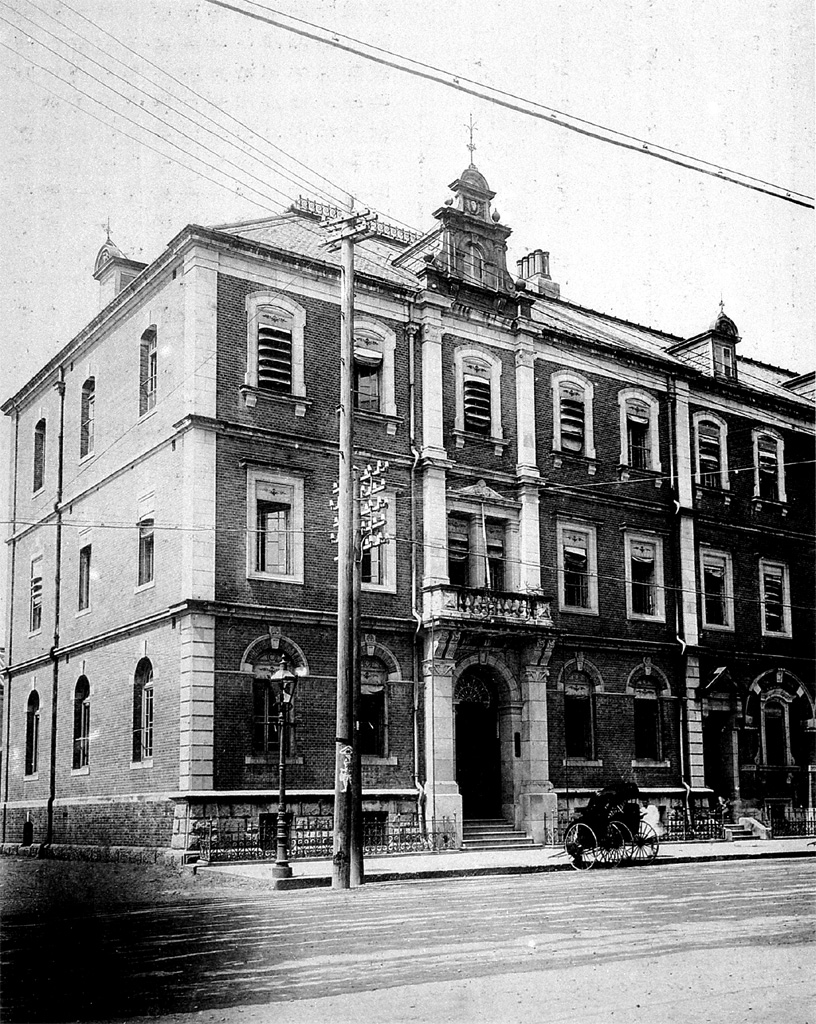
三菱第3号館を借用し本店としていたころ。
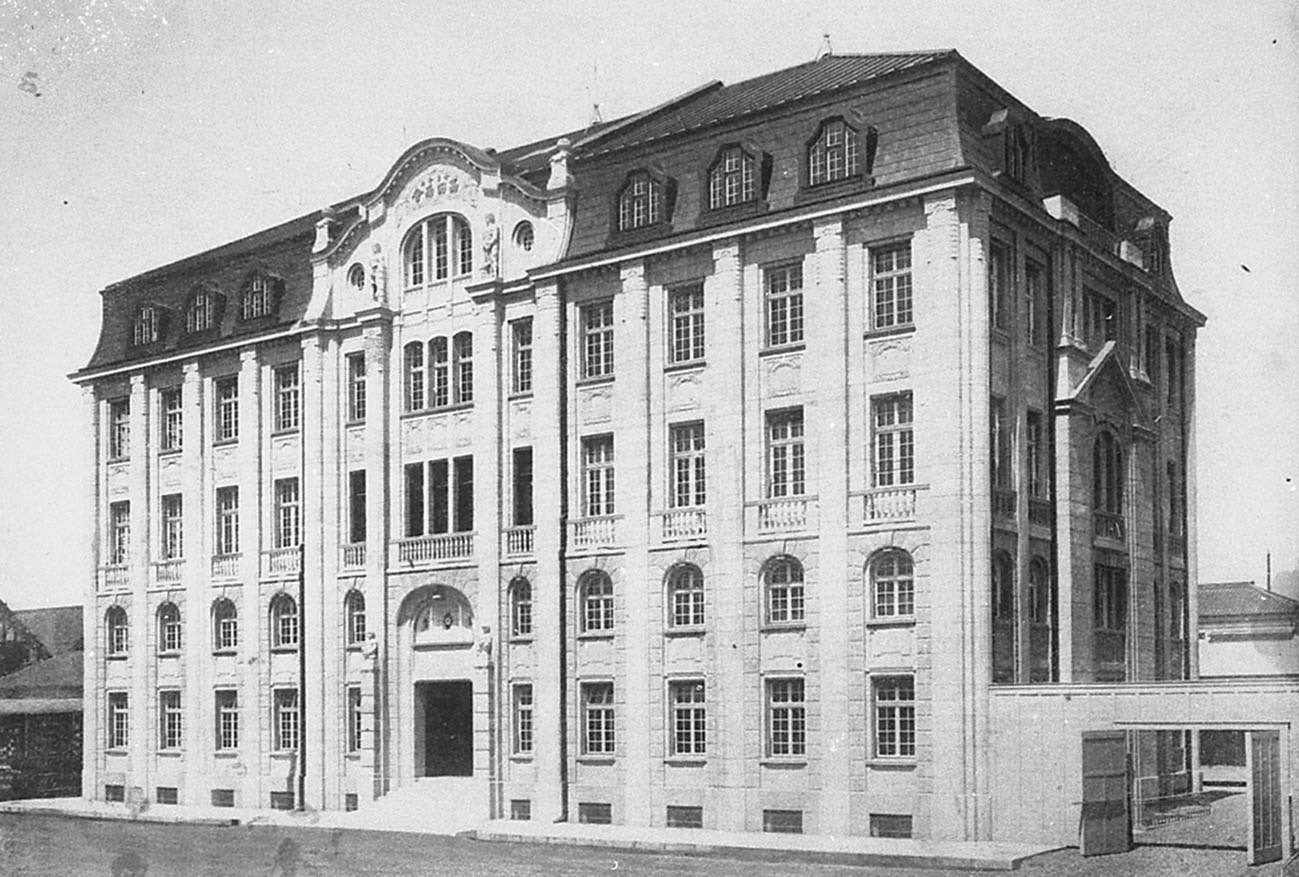
1914年（大正3年）新築なった本店。
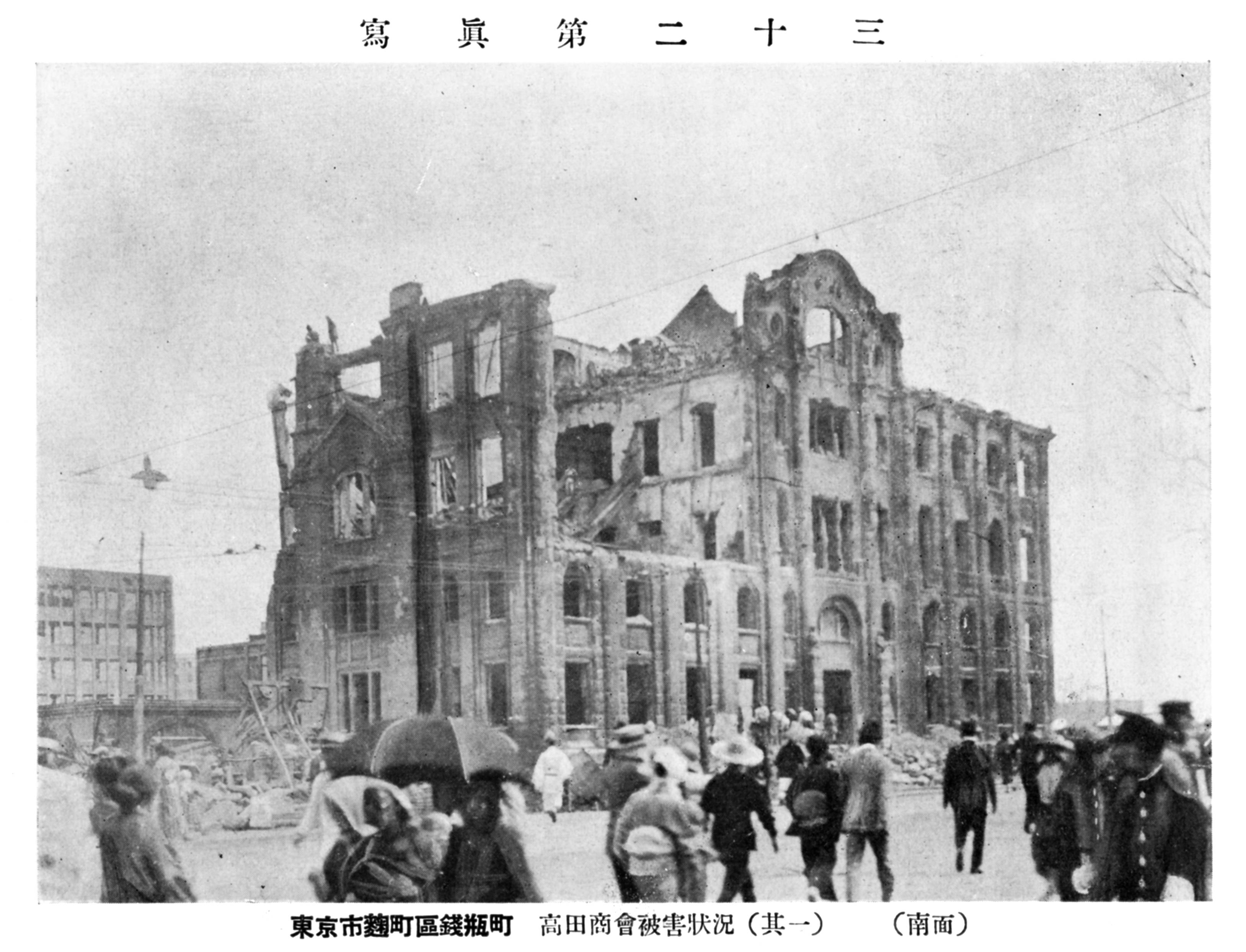
関東大震災により倒壊した本店。

## 在籍者
- 柴崎雪次郎
- 廣田理太郎
- 廣田精一
- 丸岡九華